# Kukowo (województwo podlaskie)
Kukowo – wieś w Polsce, położona w województwie podlaskim, w powiecie augustowskim, w gminie Bargłów Kościelny. Leży nad jeziorem Krzewo (Kukowo). 
| SIMC    | Nazwa  | Rodzaj    |
| ------- | ------ | --------- |
| 0754390 | Młynek | część wsi |

W latach 1975–1998 miejscowość administracyjnie należała do województwa suwalskiego.
Wieś dóbr goniądzko-rajgrodzkich Mikołaja II Radziwiłła. Wieś została założona na początku XVI w. przez Tomasza Kukowskiego, który otrzymał ziemię z nadania Mikołaja Radziwiłła.
W okresie międzywojennym w miejscowości stacjonowała placówka Straży Celnej „Kukowo” a następnie placówka Straży Granicznej I linii „Kukowo”.